# Before the Frost
Pour plus de détails, voir Fiche technique et Distribution.
Before the Frost (Før frosten) est un film danois réalisé par Michael Noer, sorti en 2018.

## Synopsis
Alors qu'un hiver rude s'annonce dans la campagne danoise au milieu du XIXe siècle, Jens, un vieux fermier, se résout à marier sa fille au fils des voisins. Dans le même temps, un riche propriétaire propose de lui racheter sa ferme.

## Fiche technique
- Titre : Before the Frost
- Titre original : Før frosten
- Réalisation : Michael Noer
- Scénario : Jesper Fink et Michael Noer
- Musique : Rune Tonsgaard Sørensen
- Photographie : Sturla Brandth Grøvlen
- Montage : Adam Nielsen
- Production : Matilda Appelin, Rene Ezra et Tomas Radoor
- Société de production : Nordisk Film Production et Danmarks Radio
- Pays de production :  Danemark
- Genre : Drame et historique
- Durée : 104 minutes
- Dates de sortie : 
  - Canada : 7 septembre 2018 (Festival international du film de Toronto)
  - Danemark : 10 janvier 2019
  - France : 13 mars 2020

## Distribution
- Jesper Christensen : Jens
- Clara Rosager : Signe
- Magnus Krepper : Gustav
- Ghita Nørby : Agnes
- Elliott Crosset Hove : Peder
- Rasmus Hammerich : Holger
- Bertil De Lorenzi : Mads
- Gustav Dyekjær Giese : Laurits
- Oscar Dyekjær Giese : Ole
- Martin Greis-Rosenthal : Degnen
- Clement Black Petersen : Bum Hans

## Distinctions
Le film a été nommé pour quatre Bodil et a remporté celui du meilleur acteur pour Jesper Christensen. Il a également été nommé pour 14 Roberts et a remporté celui des meilleurs costumes.